# Красбек, Йос ван
Йос ван Красбек (нидер. Joos van Craesbeeck; прибл. 1605-1606, Нээрлинтер, Республика Соединённых провинций — 23 января 1654, Брюссель, Республика Соединённых провинций) — фламандский художник, сыгравший важную роль в формировании фламандского бытового жанра в середине 17-го столетия, представитель антверпенской школы.

## Биография
Поначалу Йос ван Красбек жил и работал в Антверпене. Приблизительно в 1633 году его приняли в гильдию святого Луки, в качестве художника и пекаря. В 1650-м он переехал на постоянное проживание в Брюссель, где стал мастером гильдии.
Был учеником Адриана Брауэра, от которого приобрёл склонность к изображению реалистичных, несколько грубоватых и часто гротескных жанровых сцен из жизни низших слоёв общества, селян и простолюдинов.
После поездки в Брюссель ван Красбек отказался от манеры, перенятой у Брауэра. Его произведения уподобились картинам Якоба Йорданса и других фламандских мастеров.

## Галерея

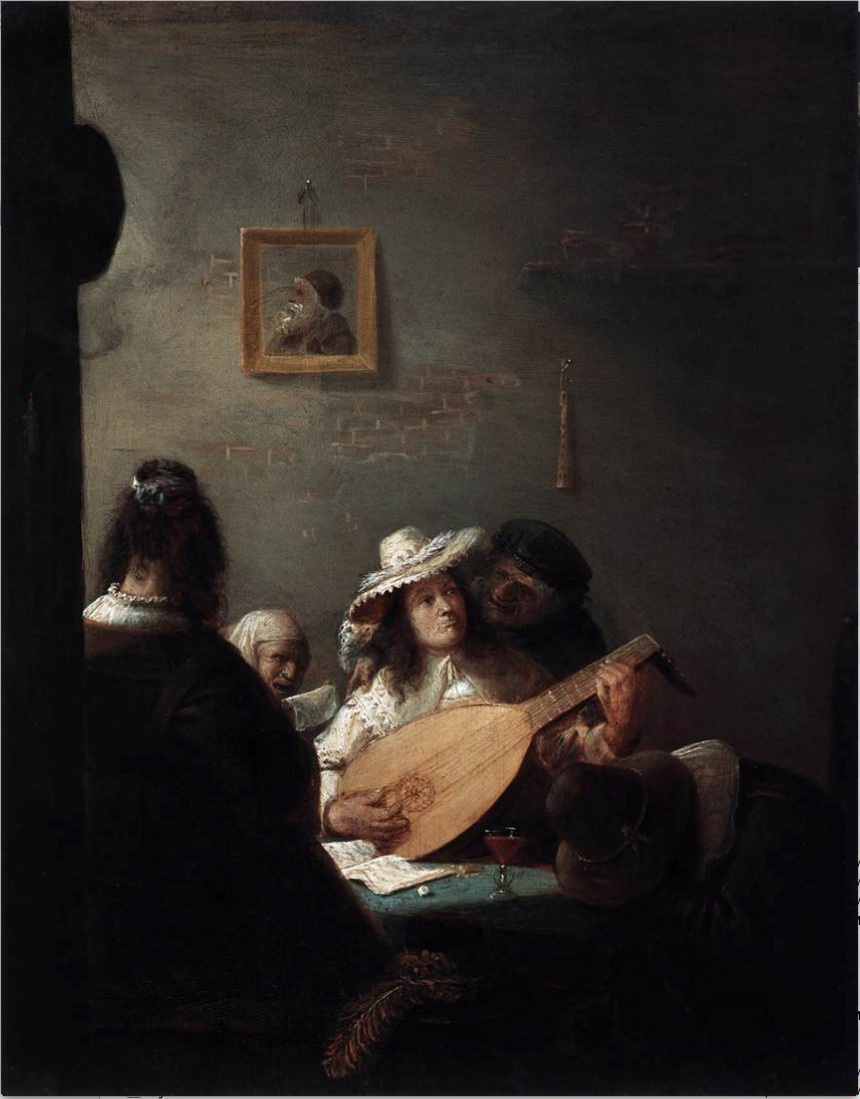
«Лютнист»
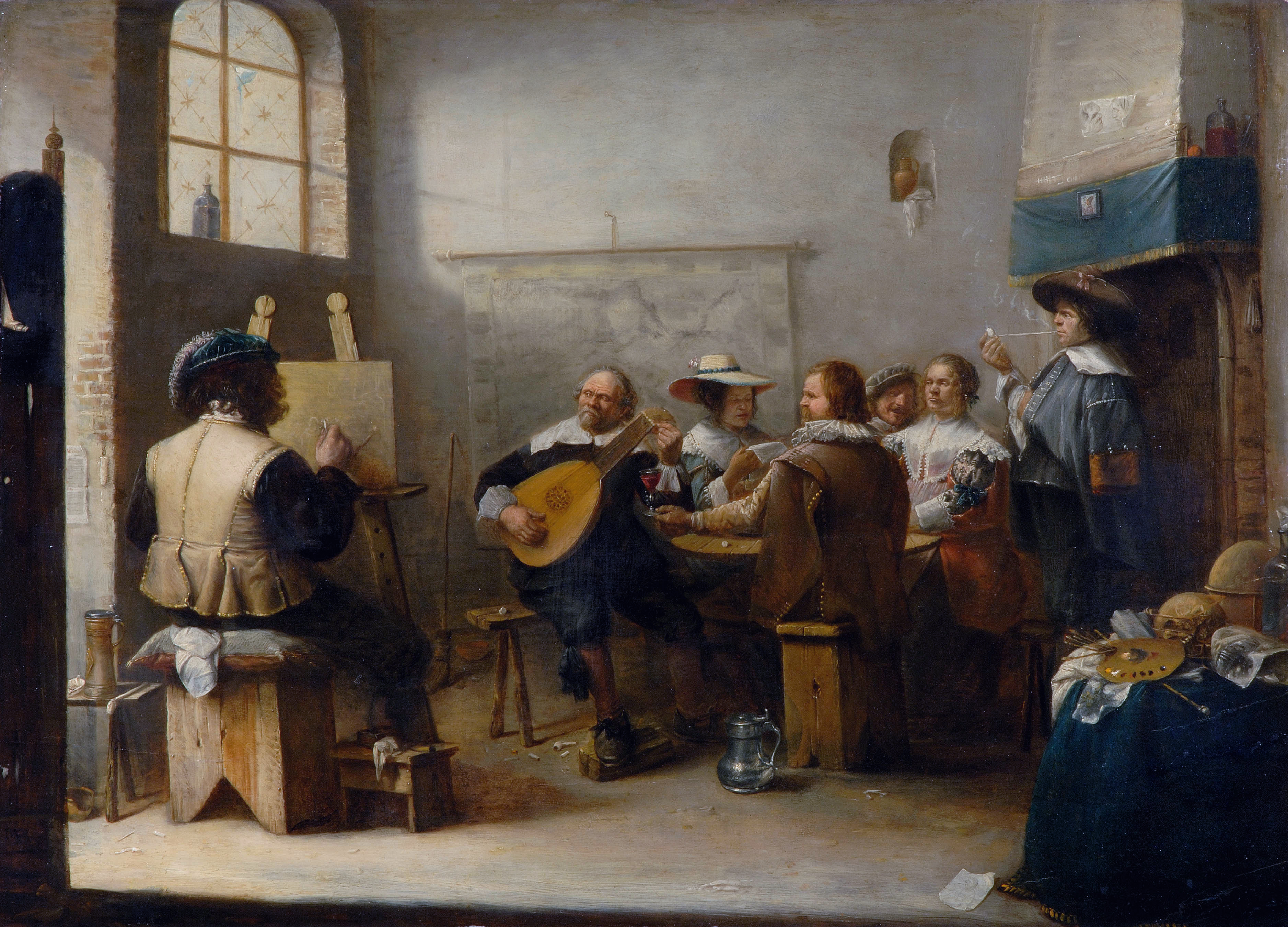
«Художественная студия»
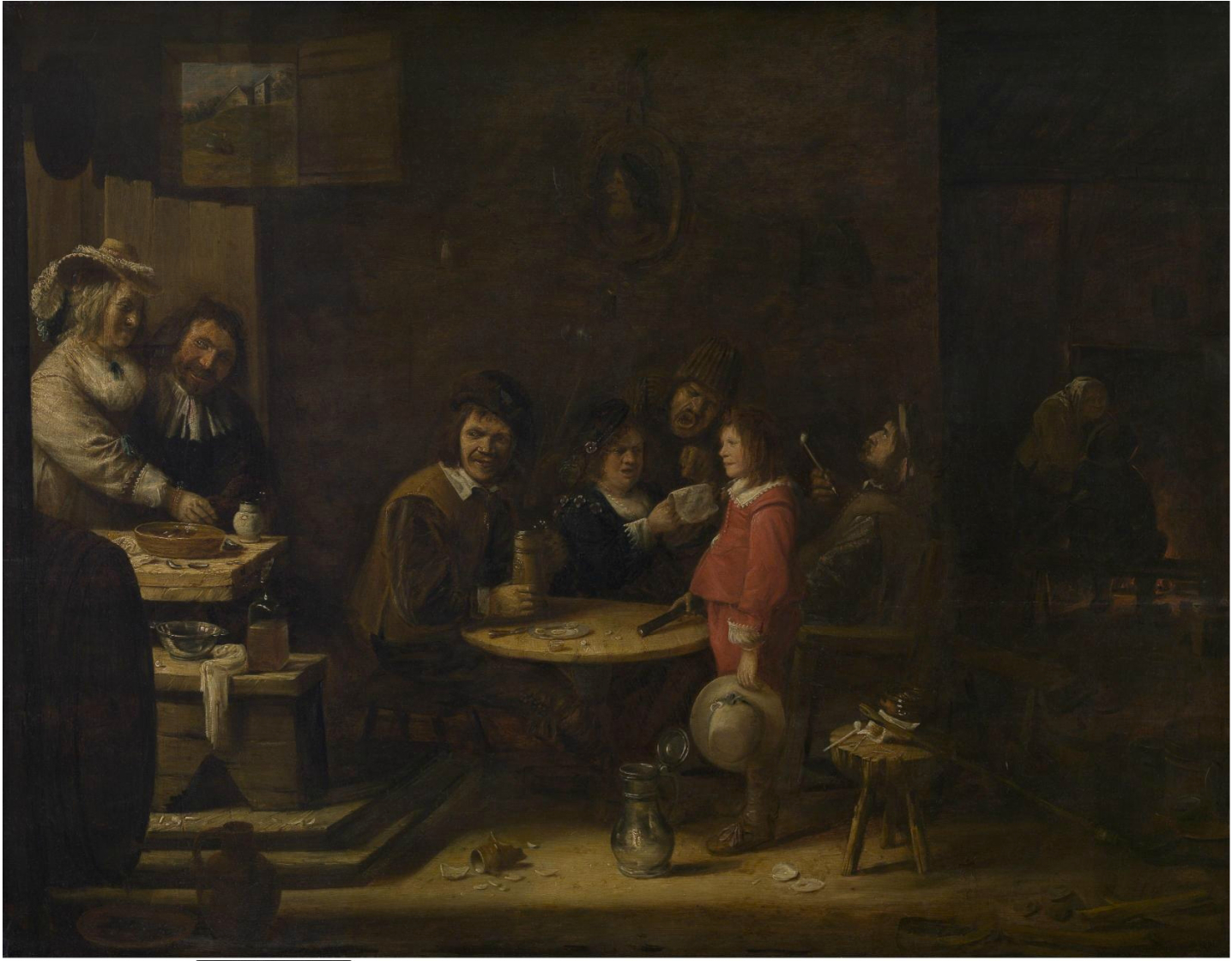
«Пять органов чувств»
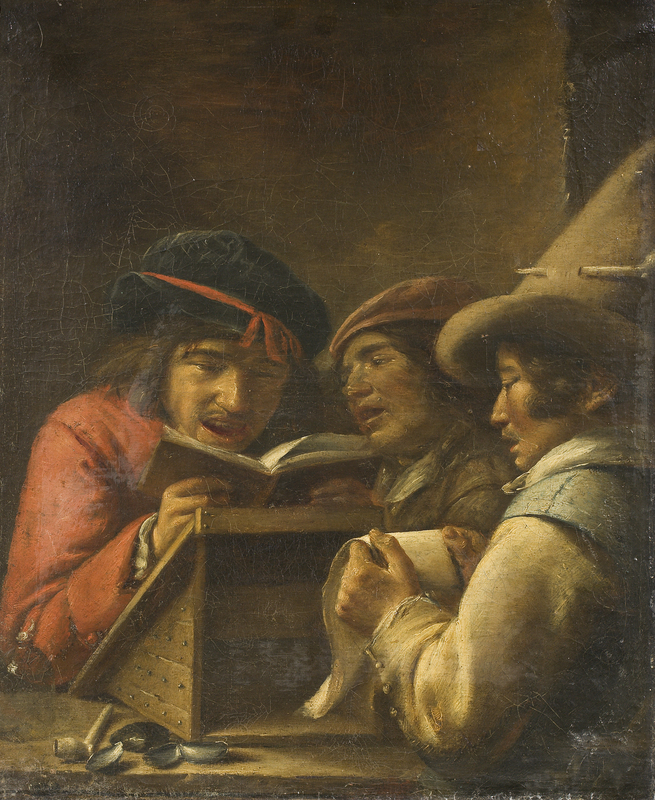
«Трое юношей, пишущих музыку»
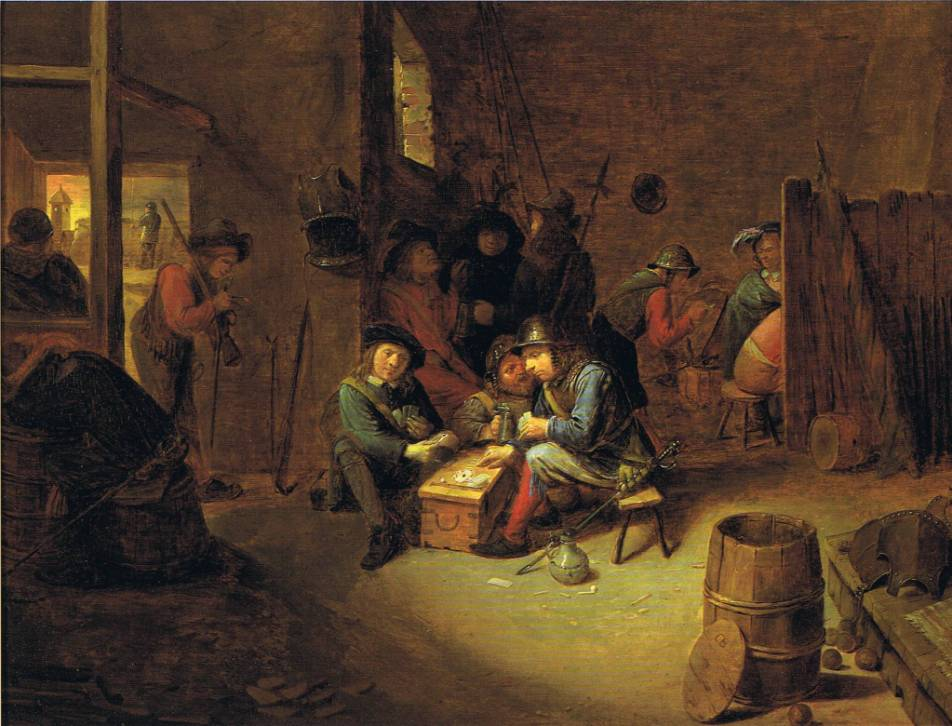
«Солдаты-картёжники в караульном помещении»
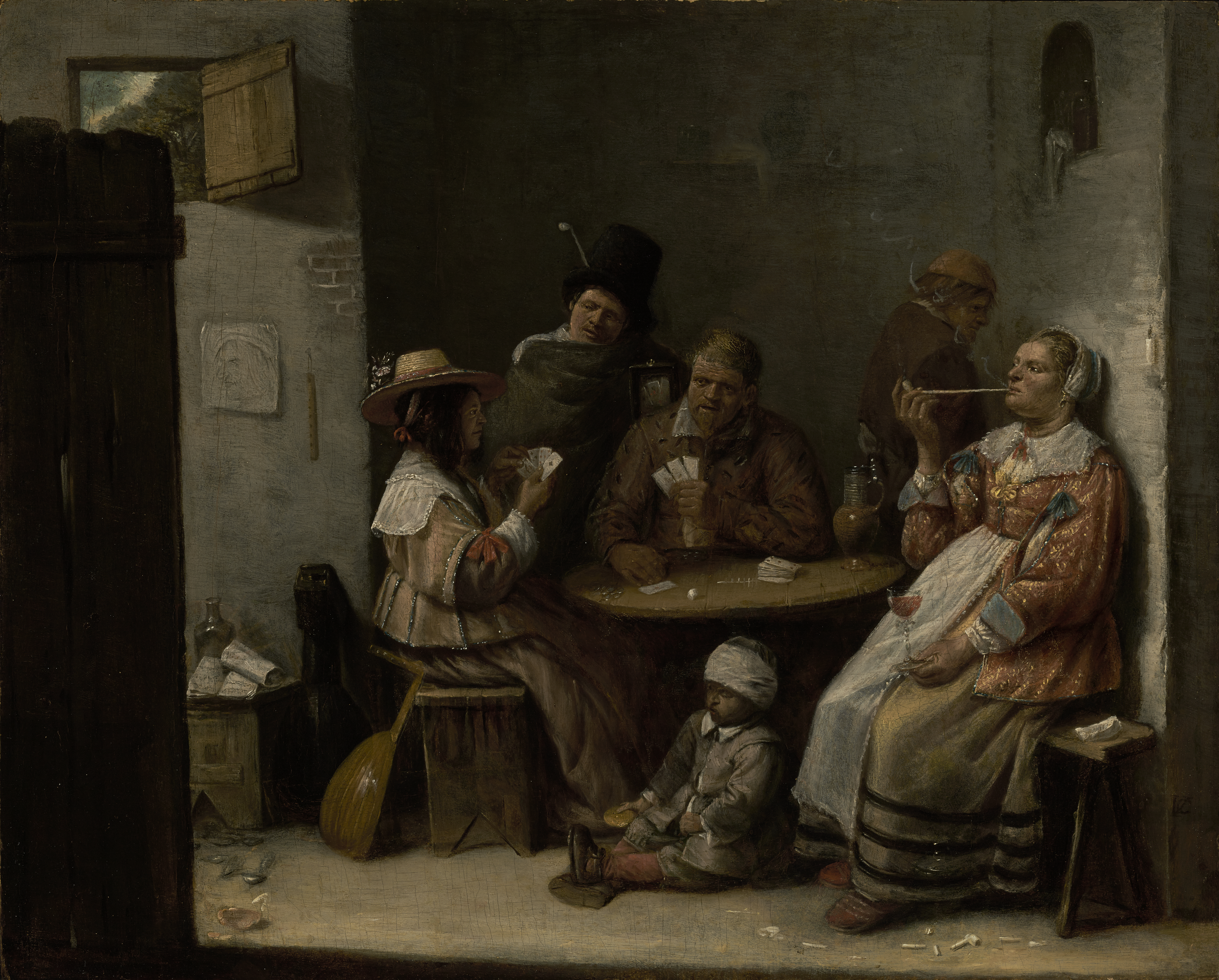
«Картёжники»
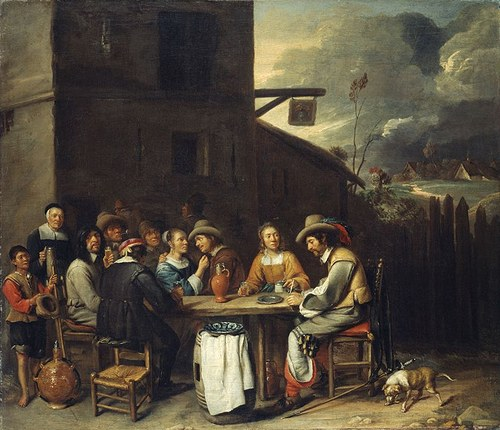
«Пьянствующее товарищество перед корчмой»
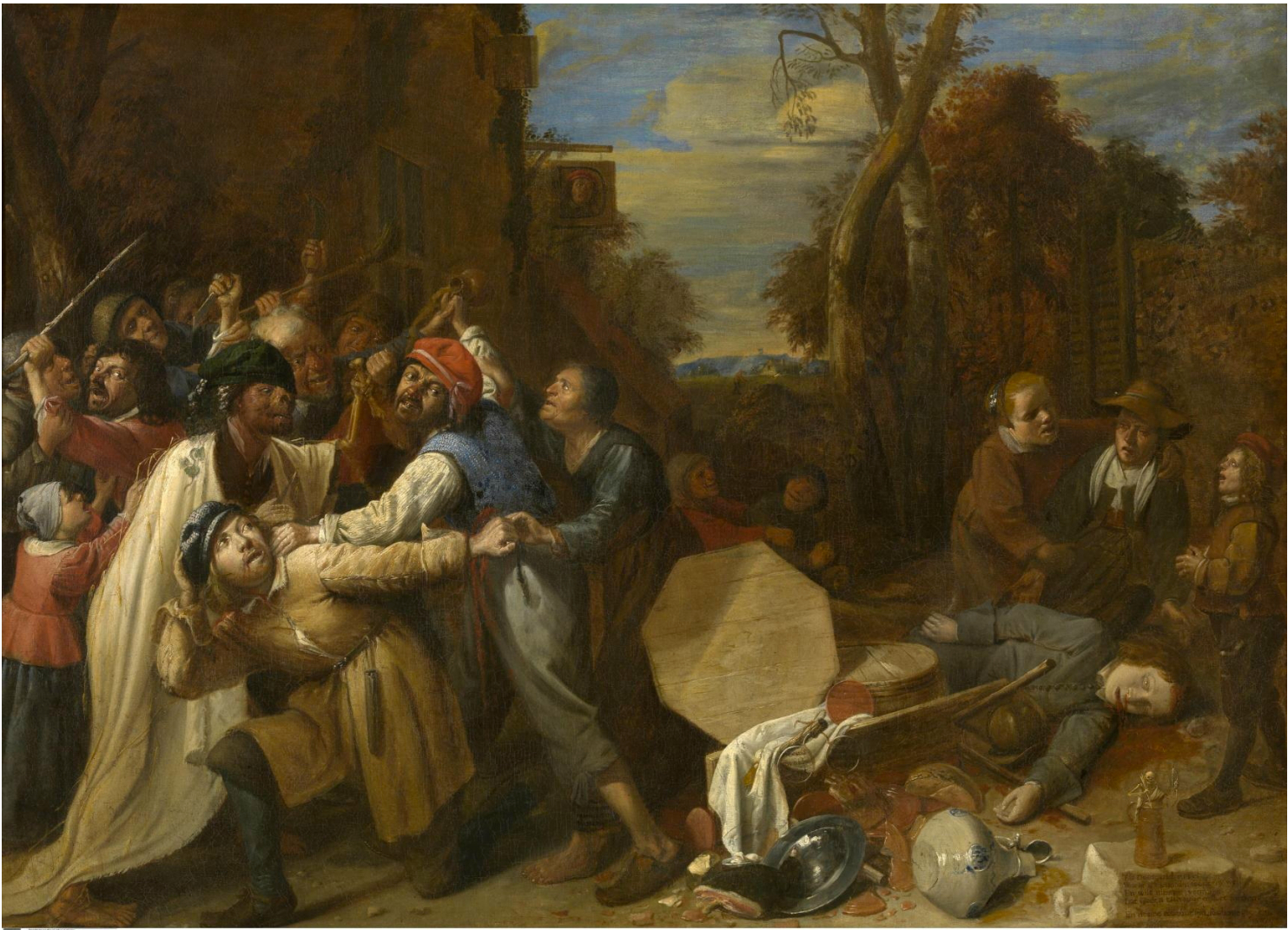
«Смерть - быстра. Ссора в корчме»
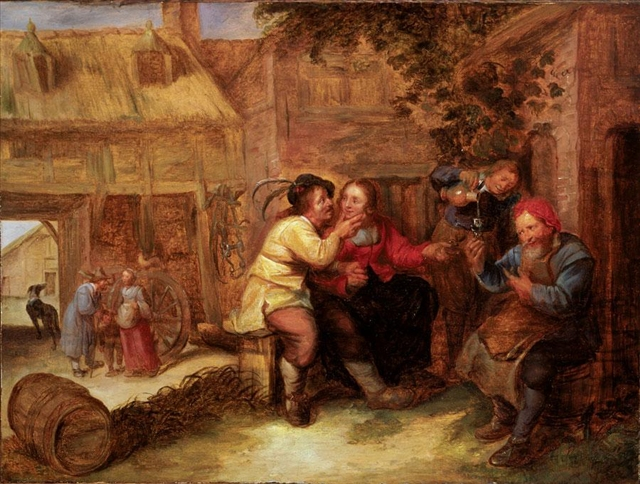
«Селяне-пьяницы возле корчмы»
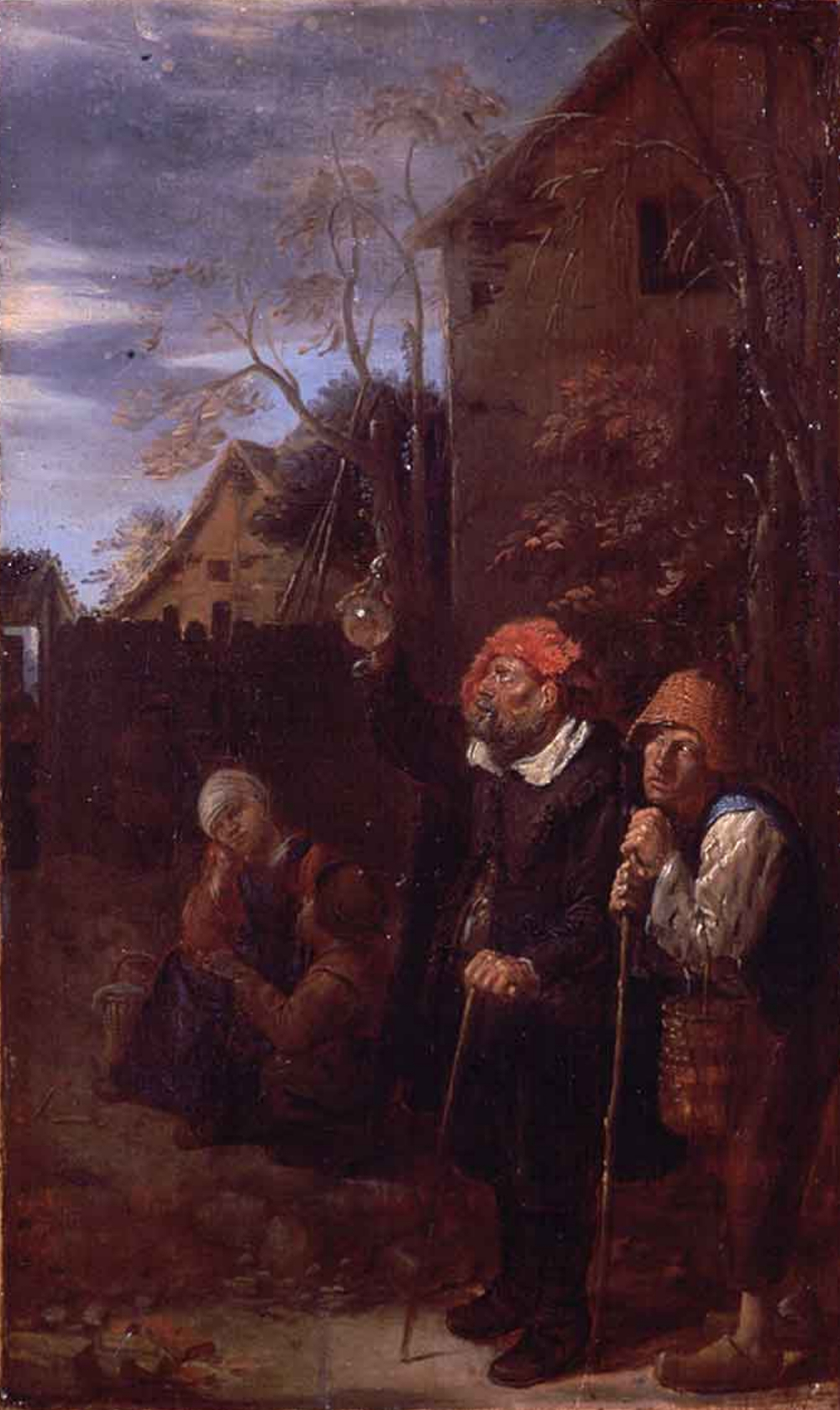
«Визит доктора»
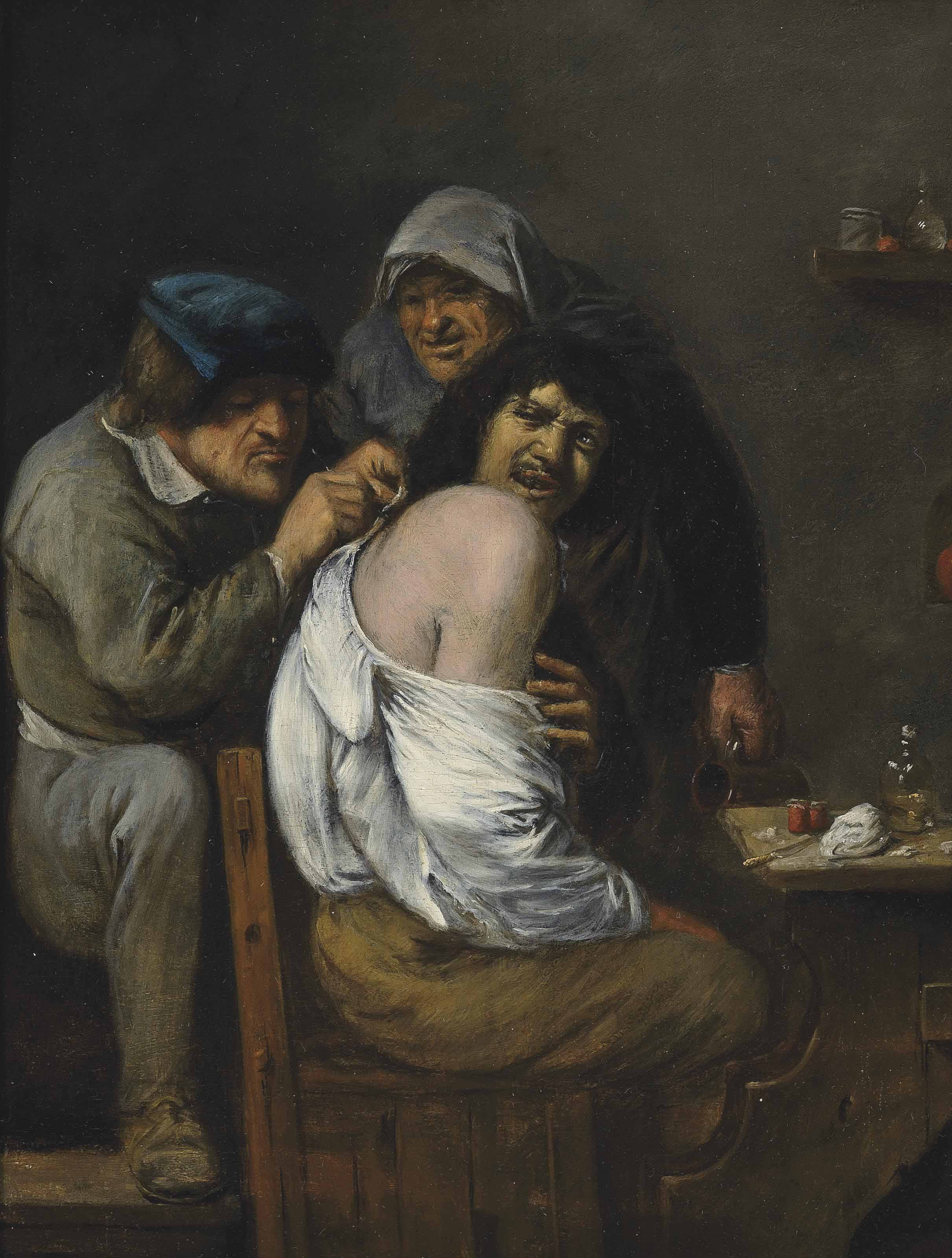
«Интерьер с доктором, лечащим пациента»
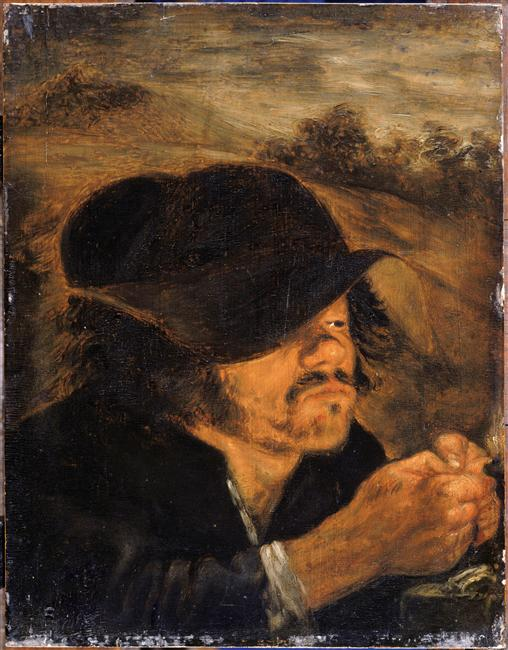
«Биение вшей»